# Hofliua Island
Hofliua Island är en ö i Fiji.   Den ligger i divisionen Rotuma, i den norra delen av landet, 600 km norr om huvudstaden Suva.
Terrängen på Hofliua Island är varierad.